# Aglaomorpha parkinsonii
Aglaomorpha parkinsonii är en stensöteväxtart som först beskrevs av Bak., och fick sitt nu gällande namn av Barbara S. Parris och M.C.Roos. Aglaomorpha parkinsonii ingår i släktet Aglaomorpha och familjen Polypodiaceae. Inga underarter finns listade.